# Лихај Ејкерс (Флорида)
Лихај Ејкерс (енгл. Lehigh Acres) насељено је место без административног статуса у америчкој савезној држави Флорида.

## Демографија
По попису из 2010. године број становника је 86.784, што је 53.354 (159,6%) становника више него 2000. године.
| Група             | 2000.          | 2010.          |
| Белци             | 25.287 (75,6%) | 38.364 (44,2%) |
| Афроамериканци    | 2.938 (8,8%)   | 16.707 (19,3%) |
| Азијати           | 280 (0,8%)     | 1.060 (1,2%)   |
| Хиспаноамериканци | 4.466 (13,4%)  | 29.797 (34,3%) |
| Укупно            | 33.430         | 86.784         |